# Fagocytose

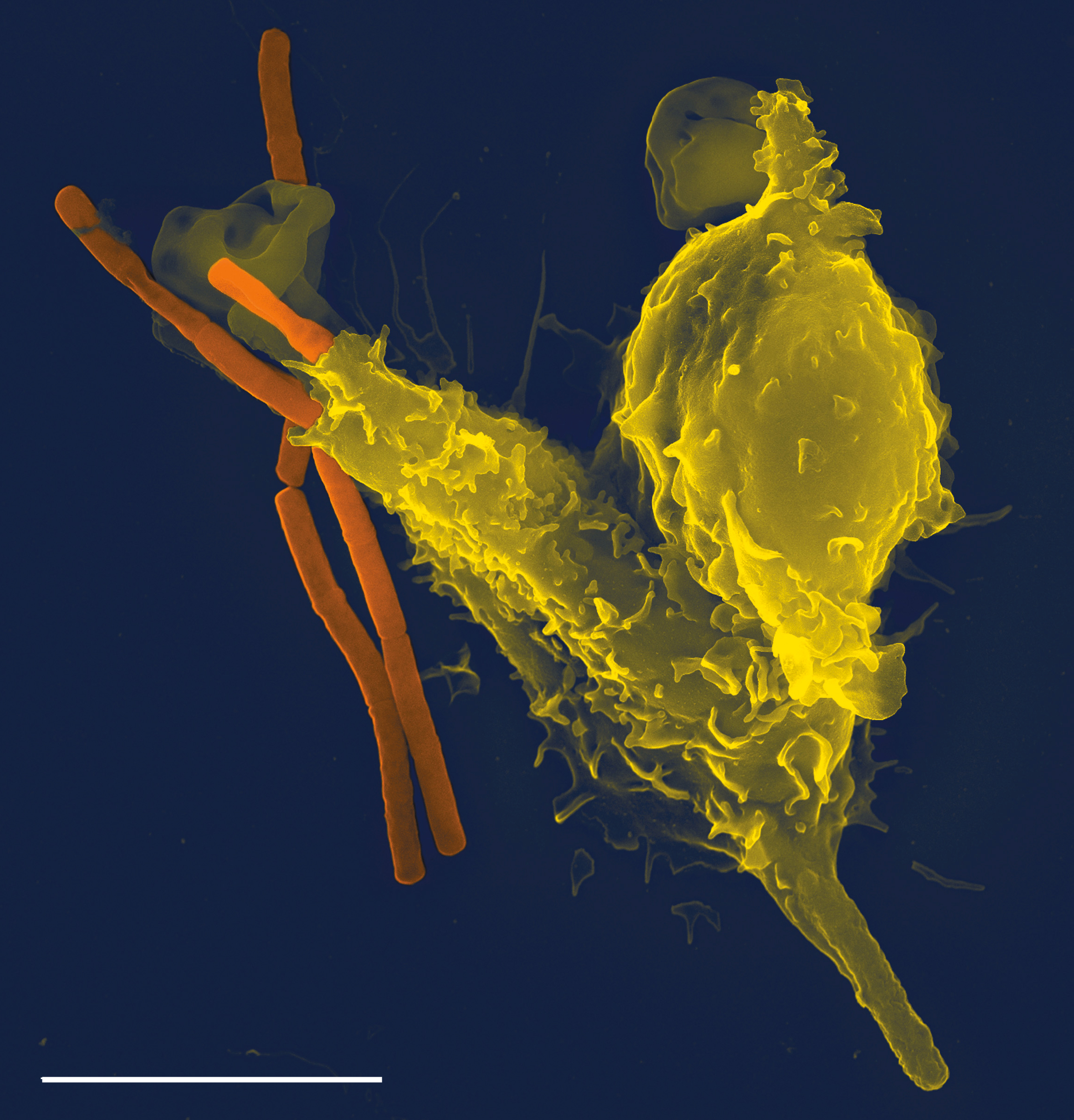
Elektronenmicroscopieopname van fagocytose tussen een fagocyt (geel) en miltvuurbacteriën (oranje)

Fagocytose (Gr. phagein = eten; kytos = holte, thans: cel) is het fysiologisch proces, waarbij het celmembraan van een eukaryote cel deeltjes organisch materiaal, bijvoorbeeld een (veel kleinere) prokaryote cel, of detritus, omsluit en zo een holte of fagosoom binnen de eukaryote cel vormt. Binnen het fagosoom zitten de omsloten deeltjes veilig opgeslagen, buiten het cytoplasma. Door secretie van proteases, vanuit het cytoplasma naar het fagosoom, kunnen de erin aanwezige eiwitten worden afgebroken. De hierbij gevormde aminozuren kunnen door de eukaryote cel worden hergebruikt. Een fagosoom is ellipsoïdisch van vorm.
Het proces van fagocytose is ontdekt door de Russische microbioloog  Eli Metchnikoff, die voor deze ontdekking in 1908 de Nobelprijs voor Fysiologie of Geneeskunde ontving.
Het opnemen van vloeistoffen door de cel wordt pinocytose genoemd. Fagocytose en pinocytose zijn vormen van endocytose.

## Soorten fagocytose
Voorbeelden van fagocytose zijn:
- In het immuunsysteem: witte bloedcellen omsluiten ziekteverwekkers als bacteriën, schimmels en andere indringers, om ze buiten gevecht te stellen en vervolgens af te breken.
- Contractiele vezelcellen fagocyteren eencellige algen om aan voeding te komen.
- Amoeben fagocyteren andere eencelligen en organisch afval om aan voeding te komen.
- Fagocytose van fotoreceptoren door het retinaal pigmentepitheel.

## Fagocytose van pathogenen door het immuunsysteem
- Macrofagen zijn gedifferentieerde monocyten die zich in het weefsel van organen ophouden en daar fagocyteren.
- Neutrofiele granulocyten zijn de meest overvloedige witte bloedcellen en fagocyteren wanneer ze infectueus materiaal tegenkomen in de weefsels.
- Eosinofiele granulocyten zijn zwak fagocytisch, maar spelen een grote rol bij het opruimen van parasieten.

De grootste groep fagocyten zijn de macrofagen, die uit witte bloedcellen worden gevormd, de zogenaamde monocyten. 
Vrije macrofagen ‘wandelen’ door de weefselruimtes van de organen, zoals de longen. Cellen zoals Kupffercellen zijn permanente bewoners van de verschillende organen.

### Verloop van fagocytose
Fagocytose verloopt in een aantal stappen:
1. Chemotaxis en adherentie van het microorganisme aan het fagocyt
2. Opname van de microbe door het fagocyt
3. Formatie van het fagosoom
4. Fusie van het fagosoom met een lysosoom om zo een fagolysosoom te vormen
5. Vertering van de opgenomen microorganisme door enzymen
6. Formatie van het overblijvend lichaam wat onverteerbaar materiaal bevat
7. Exocytose: uitscheiding van afvalmateriaal

#### Bloedserum
Opsonisatie is het proces waarbij micro-organismen worden gecoat met serum-componenten, bijvoorbeeld antilichamen.

#### Mestcellen
Mestcellen kunnen ook een groot deel van de bacteriën vernietigen, maar worden met name in verband gebracht met allergie. Ze kunnen echter niet fagocyteren